# 凯斯·汉森
凯斯·汉森（英語：Keith Henson，1942年—）是一位美国电气工程师和作家，写作主题包括航空太空工程學、太空法、生命延續、人體冷凍技術、模因学、演化心理學等。